# Slovinské letectvo
Brigáda protivzdušné obrany a letectva (slovinsky Brigada zračne obrambe in letalstva, zkratkou BRZOL) je označení letecké složky ozbrojených sil Slovinska. Jejím úkolem je ochrana vzdušného prostoru země a poskytování letecké podpory jednotkám Slovinské armády.

## Historie

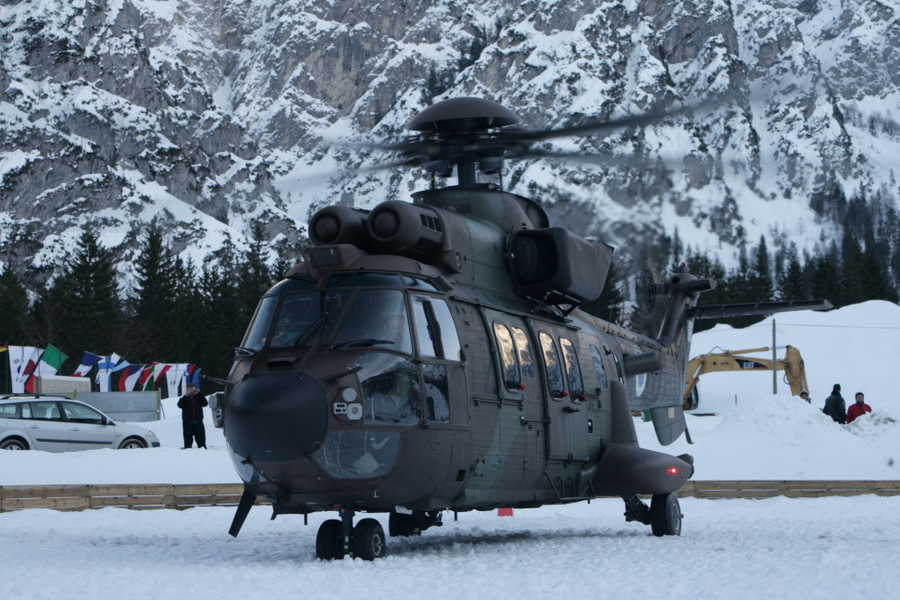
Slovinský AS532 Cougar, 2013

Brigáda v současné podobě vznikla 1. února 2008, kdy jí byly podřízeny všechny letecké a protiletecké útvary ozbrojených sil Slovinska.

## Složení
- 9. prapor protivzdušné obrany
- 15. vrtulníkový prapor
- 16. prapor sledování a kontroly vzdušného prostoru
- 107. letecká základna
- Letecká škola

## Přehled letecké techniky
Tabulka obsahuje přehled letecké techniky Slovinského letectva podle Flightglobal.com.
| Název                          | Fotografie                     | Původ                          | Určení                            | Verze                          | V aktivní službě               | Poznámky                       |                                |
| Dopravní a transportní letouny | Dopravní a transportní letouny | Dopravní a transportní letouny | Dopravní a transportní letouny    | Dopravní a transportní letouny | Dopravní a transportní letouny | Dopravní a transportní letouny | Dopravní a transportní letouny |
| ------------------------------ | ------------------------------ | ------------------------------ | --------------------------------- | ------------------------------ | ------------------------------ | ------------------------------ | ------------------------------ |
| Let L-410 Turbolet             |                                | Československo                 | transportní letoun                |                                | 1                              |                                |                                |
| Pilatus PC-6                   |                                | Švýcarsko                      | užitkový/lehký transportní letoun |                                | 2                              |                                |                                |
| Vrtulníky                      |                                |                                |                                   |                                |                                |                                |                                |
| Bell 412                       |                                | USA                            | transportní vrtulník              |                                | 8                              |                                |                                |
| Eurocopter AS532 Cougar        |                                | Francie                        | transportní/užitkový vrtulník     | H215M                          | 4                              |                                |                                |
| Cvičná letadla                 |                                |                                |                                   |                                |                                |                                |                                |
| Bell 206                       |                                | USA                            | cvičný vrtulník                   |                                | 4                              |                                |                                |
| Pilatus PC-9                   |                                | Švýcarsko                      | cvičný letoun                     | PC-9M Hudournik                | 9                              |                                |                                |